# Parada de Eduardo Dato
Eduardo Dato es una parada de la línea de tranvía T1 de TUSSAM, conocida como Metrocentro. Se encuentra situada en el distrito de Nervión, a la altura del número 1 de avenida de San Francisco Javier esquina con la calle Manuel Casana y muy cercana al cruce con la avenida Eduardo Dato, de la que toma su nomnbre.
Esta parada tiene conexión con la estación de Nervión de la línea 1 del metro, la cual se encuentra situada a unos 120 metros de distancia.

Plano de la T1 (Metrocentro)

| << cabecera | < parada             | línea | parada >        | cabecera >>     |
| ----------- | -------------------- | ----- | --------------- | --------------- |
| Plaza Nueva | San Francisco Javier | T1    | Luis de Morales | Luis de Morales |